# Swiss Open 1993
Die CIBA Swiss Open 1993 im Badminton fanden vom 10. bis 14. Februar 1993 in der St. Jakobshalle Basel statt. Das Preisgeld betrug 35.000 US-Dollar.

## Sieger und Platzierte
| Disziplin    | Gold                               | Silber                               | Bronze                              |
| ------------ | ---------------------------------- | ------------------------------------ | ----------------------------------- |
| Herreneinzel | Fung Permadi                       | Peter Knowles                        | Oliver Pongratz                     |
| Herreneinzel | Fung Permadi                       | Peter Knowles                        | Jeroen van Dijk                     |
| Dameneinzel  | Yuliani Santosa                    | Lim Xiaoqing                         | Ika Heny                            |
| Dameneinzel  | Yuliani Santosa                    | Lim Xiaoqing                         | Christine Magnusson                 |
| Herrendoppel | Pär-Gunnar Jönsson Peter Axelsson  | Stellan Österberg Max Gandrup        | Andrei Antropow Nikolai Sujew       |
| Herrendoppel | Pär-Gunnar Jönsson Peter Axelsson  | Stellan Österberg Max Gandrup        | Jens Olsson Jan-Eric Antonsson      |
| Damendoppel  | Gillian Clark Joanne Wright        | Marina Andrievskaia Marina Yakusheva | Lim Xiaoqing Christine Magnusson    |
| Damendoppel  | Gillian Clark Joanne Wright        | Marina Andrievskaia Marina Yakusheva | Katrin Schmidt Kerstin Ubben        |
| Mixed        | Pär-Gunnar Jönsson Maria Bengtsson | Jan-Eric Antonsson Astrid Crabo      | Andrei Antropow Marina Andrievskaia |
| Mixed        | Pär-Gunnar Jönsson Maria Bengtsson | Jan-Eric Antonsson Astrid Crabo      | Nick Ponting Gillian Clark          |

## Finalresultate
| Disziplin    | Sieger                             | Gegner                               | Ergebnis           |
| ------------ | ---------------------------------- | ------------------------------------ | ------------------ |
| Herreneinzel | Fung Permadi                       | Peter Knowles                        | 15:11, 15:9        |
| Dameneinzel  | Yuliani Santosa                    | Lim Xiaoqing                         | 11:6, 11:7         |
| Herrendoppel | Pär-Gunnar Jönsson Peter Axelsson  | Stellan Österberg Max Gandrup        | 15:4, 15:4         |
| Damendoppel  | Gillian Clark Joanne Wright        | Marina Andrievskaia Marina Yakusheva | 15:8, 15:7         |
| Mixed        | Pär-Gunnar Jönsson Maria Bengtsson | Jan-Eric Antonsson Astrid Crabo      | 11:15, 17:14, 15:7 |

## Halbfinalresultate
| Disziplin    | Sieger                               | Gegner                              | Ergebnis           |
| ------------ | ------------------------------------ | ----------------------------------- | ------------------ |
| Herreneinzel | Fung Permadi                         | Oliver Pongratz                     | 15:12, 15:2        |
|              | Peter Knowles                        | Jeroen van Dijk                     | 15:9, 15:6         |
| Dameneinzel  | Yuliani Santosa                      | Christine Magnusson                 | 11:9, 5:11, 11:1   |
|              | Lim Xiaoqing                         | Ika Heny                            | 11:4, 11:0         |
| Herrendoppel | Pär-Gunnar Jönsson Peter Axelsson    | Andrei Antropow Nikolai Sujew       | 15:11, 15:8        |
|              | Stellan Österberg Max Gandrup        | Jan-Eric Antonsson Jens Olsson      | 17:14, 7:15, 15:12 |
| Damendoppel  | Gillian Clark Joanne Wright          | Lim Xiaoqing Christine Magnusson    | 15:6, 15:8         |
|              | Marina Andrievskaia Marina Yakusheva | Katrin Schmidt Kerstin Ubben        | 5:15, 15:9, 15:6   |
| Mixed        | Pär-Gunnar Jönsson Maria Bengtsson   | Andrei Antropow Marina Andrievskaia | 15:7, 15:3         |
|              | Jan-Eric Antonsson Astrid Crabo      | Nick Ponting Gillian Clark          | 15:7, 17:15        |

## Viertelfinalresultate
| Disziplin    | Sieger                               | Gegner                              | Ergebnis           |
| ------------ | ------------------------------------ | ----------------------------------- | ------------------ |
| Herreneinzel | Fung Permadi                         | Andrei Antropow                     | 15:9, 15:7         |
|              | Oliver Pongratz                      | Robert Liljequist                   | 15:13, 10:15, 15:3 |
|              | Peter Knowles                        | Bram Fernardin                      | 15:9, 15:11        |
|              | Jeroen van Dijk                      | Jens Olsson                         | 15:4, 15:4         |
| Dameneinzel  | Yuliani Santosa                      | Astrid Crabo                        | w.o.               |
|              | Christine Magnusson                  | Astrid van der Knaap                | 3:11, 11:9, 12:9   |
|              | Lim Xiaoqing                         | Marina Yakusheva                    | 11:1, 11:4         |
|              | Ika Henny                            | Anne Søndergaard                    | 12:11, 11:4        |
| Herrendoppel | Pär-Gunnar Jönsson Peter Axelsson    | Neil Cottrill John Quinn            | 15:8, 15:1         |
|              | Andrei Antropow Nikolai Sujew        | Peter Knowles Julian Robertson      | 15:3, 15:10        |
|              | Stellan Österberg Max Gandrup        | Jörgen Tuvesson Jesper Olsson       | 15:3, 15:10        |
|              | Jan-Eric Antonsson Jens Olsson       | Nick Ponting Simon Archer           | 15:11, 9:15, 15:9  |
| Damendoppel  | Lim Xiaoqing Christine Magnusson     | Anne-Katrin Seid Jeanette Kuhl      | 15:6, 15:4         |
|              | Gillian Clark Joanne Wright          | Karen Stechmann Nicole Grether      | 15:11, 15:1        |
|              | Marina Andrievskaia Marina Yakusheva | Christine Skropke Andrea Findhammer | 15:8, 15:8         |
|              | Katrin Schmidt Kerstin Ubben         | Christelle Mol Virginie Delvingt    | 15:12, 15:1        |
| Mixed        | Pär-Gunnar Jönsson Maria Bengtsson   | Simon Archer Joanne Davies          | 15:7, 15:8         |
|              | Andrei Antropow Marina Andrievskaia  | John Quinn Fiona Smith              | 15:4, 15:7         |
|              | Jan-Eric Antonsson Astrid Crabo      | Michael Keck Karen Stechmann        | 15:8, 15:10        |
|              | Nick Ponting Gillian Clark           | Nikolai Sujew Marina Yakusheva      | 12:15, 15:6, 17:14 |